# سياسة الجزائر

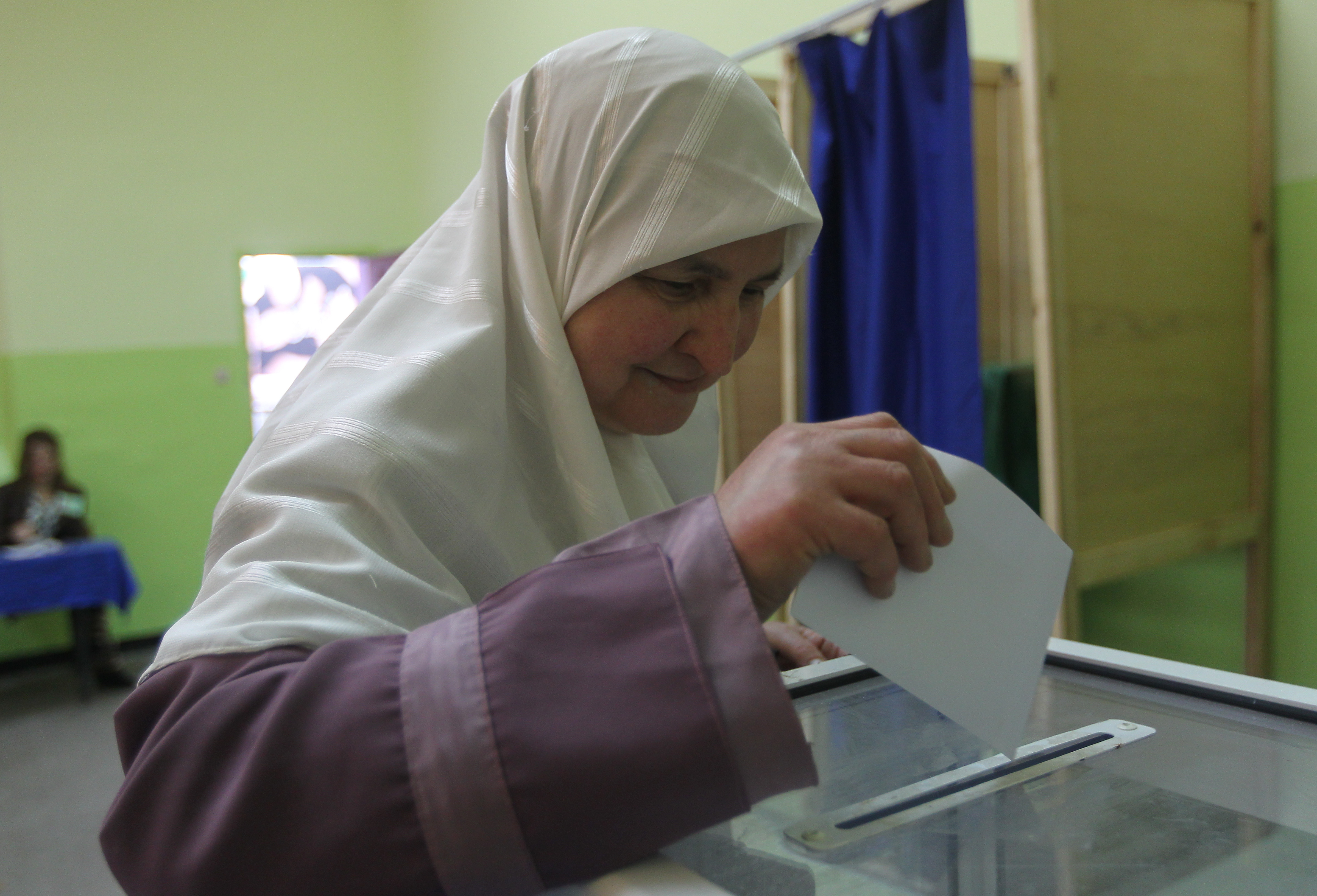
جزائرية تدلي بصوتها في الانتخابات الرئاسية للبلاد يوم 17 أبريل

إطار النظام السياسي في الجزائر هو جمهورية بنظام شبه رئاسي، يكون فيه الرئيس هو رأس الدولة والوزير الأول (رئيس الوزراء) هو رأس الحكومة. والسلطة التنفيذية بيد الحكومة والسلطة التشريعية موزرعة بين الحكومة وكل من المجلس الشعبي الوطني ومجلس الأمة. لدى الجزائر إرث نتاج ثورة التحرير الجزائرية من الإستعمار الفرنسي التي قتل فيها ما يقدر بمليون ونصف جزائري؛ يتمثل بأجهزة عسكرية وَأمنية محنّكة. عام 1988، وبعد مظاهرات واسعة معترضة على طريقة الحوكمة وتداول السلطة، سُمح بالأحزاب السياسية، والتي حتى ذلك الوقت كان الفضاء الحزبي حكرًا على جبهة التحرير الوطني الحاكمة، وجاءت انتخابات تعددية إلا أن حرية التعبير والتجمع منقوصة. وصفت سلطة الشعب في الجزائر بأنها محكومة لا حاكمة، يسيطر فيها حظوة محيطة بالرئيس بوتفليقة، قيادات عسكرية ومجموعة «غامضة» من المدنيين غير المنتخبين ويطلق عليها اسم “le pouvoir” أو «السلطة» ترسم ضمانات بقاء جبهة التحرير الوطني في السلطة.

## الدولة
النظام الرسمي في الجزائر ذو طابع ديمقراطي، بدستور، ورئاسة قوية. تم منذ 1990م، إقرار التعددية الحزبية. راجع: احزاب الجزائر، حكومة الجزائر، انتخابات رئاسية جزائرية: الجزائر تفرق رسميا بين السلطات الثلاث، تنفيذية، تشريعية، وقضائية. بشكل عام، يسهر الرئيس والجهاز التنفيذي على تطبيق القوانين، التي يسنها البرلمان الجزائري، ويقرر القضاء في الأحكام المدنية والجزائية.
للجيش الجزائري سلطات واسعة داخل البلاد تتمثل في هيمنة جينيرالات الجيش على دواليب الدولة الجزائرية. جعلت الجينيرالات من مخابرات الجيش أعلى جهاز امني في البلاد. ويفرض القانون على الشباب الجزائري الخدمة الوطنية الإجبارية قبل ولوج سوق التشغيل، وكان يجعل من الحصول على بطاقة الإعفاء من الخدمة العسكرية شرطا للحصول على العمل إلا أنه تم إلغاء هدا الشرط مؤخرًا.

### الدستور
تعاقب على المشهد السياسي الجزائري، ومنذ 1962م، أربعة دساتير. أولها، جاء بعد استفتاء شعبي في 1963م، بعد نقاشه داخل الحزب الواحد. كان يسعى لتكريس سلطة بن بلة، كما حددت الجزائر كجمهورية، تتبع خط الاشتراكية، محافظة على القومية العربية الإسلامية. دام هذا الدستور لعامين فقط، حين صار انقلاب هواري بومدين على حليفه السابق في جوان 1965. خلال 10 سنوات القادمة، أهمل الدستور، رغم وجود مجالس شعبية منتخبة ابتداء من الستينات، كخطة من بومدين لخلق اللامركزية في القرارات. في 1976م، قُدم الميثاق الوطني، كما شرعت مسودة دستور جديد، نوقشت، وتمت الموافقة عليها في استفتاء وطني. شكل كلا الوثيقتين، الدستور الوطني، كعنوان للجمهورية الثانية. أكد الدستور الجديد على الاشتراكية مرة أخرى، الشرعية الثورية (يجب أن يكون الرئيس مجاهدا سابقا)، وشكل المؤسسات الحكومية، مع مجلس الشعب، البرلمان. في 1986م، أدخلت تعديلات للدستور، محافظة على التقاليد السابقة، مع التنصل من النهج الاشتراكي تدريجيا. في  فبراير 1989، يجيء الدستور الثالث، مغيرا شكل الدولة، فاتحا التعددية الحزبية ومدعما الديموقراطية. ألغى الدستور أيضا النهج الاشتراكي تماما، من الدساتير السابقة، كما قوض الشرعية الثورية، ملغيا العسكر والحزب الواحد كقيادة مفردة للشعب، كما بقيت الدولة ببرلمان واحد.تمت الموافقة عليه في 23 فبراير 1989م. كتأييد شعبي لسياسة الشاذلي بن جديد نحو التفتح العالمي، ب 75% من الأصوات، وبمشاركة 78% من الناخبين. لم تكن الموافقة على الدستور مع هذا عامة، استقال من الأفلان، بعد شهر واحد فقط، جمع من القادة العسكر، احتجاجا على التعديلات. أكثر القرارات جرأة كانت تخلي الدولة عن دعم المؤسسات الدينية، ترك الاشتراكية وفتح السياسة للأحزاب. كرس دستور 1989، دولة القانون، مشددا على الجهاز التنفيذي، الرئيس خاصة على حساب الأفلان. للرئيس سلطة تعيين الوزير الأول، كما له السلطة على الجيش. لم يكن الأفلان في المعمعة سوى حزب أعزل، كما قلص دور القادة العسكريين للدفاع فقط. أهم من هذا، كان على الجيش التزام الحياد، كنتيجة لأحداث أوكتوبر 1988م.يقر الدستور بالتعددية الحزبية، التي يشترط فيها تقبل وزارة الداخلية لكل الأحزاب. الدستور الحالي، الرابع، أو تعديل دستور 1989م، يأتي سنة 1996. تم فيه إنشاء مجلس الأمة، كما تم ادخال اللغة الأمازيغية في المادة 3 مكرر (الفصل الأول) سنة 2002م.  للرئيس والبرلمان الحالي نية تغيير الدستور من جديد، في صيغة أكثر حداثة. تسعى الأحزاب المساندة لبوتفليقة لرئاسة غير محددة بزمن، فيما تسعى الاحزاب المعارضة في مواد أكثر أخلاقية، وعنوانا لجزائر عصرية.وقد تمت المصادقة على هذا التعديل الذي يمنح الحق للرئيس بالترشح لفترت غير محدودة بعد أن كان دستور 1996م يسمح للرئيس بالترشح لفترتين رئاسيتين قابلة للتجديد.

### السلطة التنفيذية
رئيس الجمهورية هو أعلى سلطة في الدولة، بصلاحيات عديدة، كتعيين الوزير الأول رئيس الحكومة أو فصله (سابقا). الرئيس قائد القوات المسلحة أيضا.... يتم انتخابه عن طريق الاقتراع العام لعهدات مدتها 5 سنوات. كان للجزائر تاريخيا رئاسة قوية، بصلاحيات واسعة، مثلت لوحدها السلطة التنفيذية. أكثر من 20 صلاحية حددها أول دستور للبلاد، كمهد لحكم سلطوي (ع). خلق دستور 1989، «دولة القانون»، معتمدا هو الآخر على سلطة تنفيذية قوية، قادرة على تحديد القرارات المصيرية للبلاد، التي كان من أهمها، دمرقطة الجزائر.
كان المستفيد من تعديلات 1989م، الرئاسة، على حساب الحزب الواحد أو العسكر (الجيش). كرئيس للدولة، رئيس المجلس الأعلى للقضاء، قائد القوات المسلحة، كان للرئيس النفوذ في مؤسسات الدولة. كان له تعيين الوزير الأول، كما يحل البرلمان إذا رفضت تعييناته مرتين. كانت الرئاسة، الوحيد الذي يسمح له باعلان تعديل للدستور، كما كان للرئيس صلاحية تجاوز البرلمان في القرارات المصيرية، مباشرة عبر استفتاء وطني. أو من دونه كان الشاذلي بن جديد، ثم الرئيس عبد العزيز بوتفليقة خاصة، أهم من استعمل ما يسمى المراسيم الرئاسية كتجاوز لسلطة البرلمان في القضايا الحساسة التي تحتاج موافقة الأغلبية (المعارضة).
رغم هذا، تطلب الرئاسة بصلاحيات أكثر، تجعل السلطة في الجزائر رئاسية، أكثر من كونها مشاركة بين البرلمان والحكومة، حيث يمكن للرئيس (بعد الموافقة على الدستور القادم) إصدار مراسيم، ثم تنفيذها، على السريع.
| المكتب       | الاسم              | الحزب | منذ          |
| ------------ | ------------------ | ----- | ------------ |
| الرئيس       | عبد المجيد تبون    | ت ر د | 2 أفريل 2019 |
| رئيس الحكومة | أيمن بن عبد الرحمن | حر    | 11 مارس 2019 |

### السلطة التشريعية
يتشكل البرلمان الجزائري من غرفتين، المجلس الشعبي الوطني، وعدد أعضائه 460، ويتم انتخابهم كل خمس سنوات، ومجلس الأمة (الغرفة الثانية للسيناتوس) وعدد أعضائه 144 عضوا. يعين رئيس الجمهورية ثلثهم أي 48 عضوا (مدة 6 أعوام) بينما ينتخب الثلثين الاخرين من المجالس الشعبية الولائية بحصة عضوين عن كل ولاية من الولايات 58 للجزائر.
انعقد أول برلمان للجزائر في سبتمبر 1962م، تحت دستور بن بلة، لكنه اوقف في 1965، زمن الانقلاب. حكم بعدها، مجلس الثورة لمدة 10 سنين، بدون برلمان مستقل. خلال 1976م، وكمهيمن على الساحة، حاول الرئيس هواري بومدين تجديد سياسة البلد بخلق مؤسسات للدولة، أولها، إعادة بعث البرلمان.
حددت دستور 1976، البرلمان، كممثل للحزب الواحد، منتخب وممثل للشعب الجزائري. قوانين 1989م، حددت 5 سنوات للنواب المنتخبين، و 25 سنة قانونية للانتساب.
بعد ديسمبر 1991، جاءت التعددية بأحزابها المختلفة، والتي كثيرا ما يصيبها الانشقاق بين أعضاءها، لتصير تكتلات أخرى. يمكن أن تسن التشريعات من الرئاسة أو إحدى الغرفتين مباشرة، مثل ما حدث مع قانون المصالحة الرئاسي. بدأ السيناتوس عمله في 2003، وهناك فرضية لأن يصبح أكاديمية، تضم أبرز رجال الدولة المساهمين في ثرائها قبلا. وفي الأيام القليلة الماضية جاء التعديل الجديد 2008 والذي سيغير حتما من السياسة في الجزائر حيث أهم ما جاء فيه:
نصت المادة 4 منه على:
- المادة 4: تعدّل المادة 74 من الدستور، وتحرر كالآتي :

1. مدة المهمة الرئاسية خمس (5) سنوات.
2. يمكن تجديد انتخاب رئيس الجمهورية. وهذا يعني أنه يمكن تجديد انتخاب رئيس الجمهورية لعدد غير محدود من العهدات.

ومن أهم ما جاء في مشروع تعديل الدستور إلغاء منصب رئيس الحكومة واستبداله بمنصب وزير أول، اضافه الي استحداث منصب نائب «وزير أول» أو أكثر لمساعده الوزير الأول في عمله. كما نص على توسيع صلاحيات المرأة في الساحة السياسية.

### السلطة القضائية
أعلى مستوى في قوانين الدولة، هو تلك المعاهدات والاتفاقيات الموافق عليها من الرئيس، القانون المدني، والشريعة الإسلامية. لم يعمل بالقانون الفرنسي منذ 1975م.
رئيس الدولة، هو رئيس المجلس القضائي للبلاد، كما يعين القضاة بانتخابات، ولا يختلف في مناصبهم إلا من الهيئة القضائية العليا للبلاد.
حسب الدستور، يحق لأي متهم، الدفاع عن نفسه، ويعتبر بريئا ما لم تثبت إدانته، كما لا يجوز احتجازه لأكثر من 48 ساعة، وله ان يطعن في الحكم الأولي. رغم هذا، تبقى هذه العمليات بطيئة جدا، وبيروقراطية.
كل ولاية لها محكمة استئناف، المحكمة العليا أعلى مراتب القضاء. للمحاكم مصفو حسابات، للنظر في انفاق وخدمات الولاية. المجلس الأعلى الإسلامي يراقب أحكام الشريعة. لدى المحاكم العسكرية الرقابة على ملفات الأمن، ضد المواطن العادي أو العسكري.
زادت الحقوق المدنية للمواطنين توسعا في عهد الرئيس الشاذلي بن جديد، كما حرر آخر المساجين السياسين وقتها، لكن حالة الطوارئ التي تبعتها، جعلت القضاء العسكري كحتمية طارئة.
رغم أن الدستور الجزائري يقر باستقلال القضاء، يضر الجهاز التنفيذي بسمعته عبر تأثيره. رواتب القضاة الضعيفة تحفز على الرشاوي وتؤثر سلبيا على العدالة في البلاد، نقص الحوسبة تزيد معاناة المواطن من الإدارة الثقيلة أصلا.

## التقسيمات الإدارية
راجع قائمة ولايات الجزائر حسب الترقيم الإداري
بعد استقلالها عن فرنسا، كانت الجزائر مقسمة إلى 15 مقاطعة. تم استحداث تقسيمات إدارية جديدة (الولايات)، تحمل كل ولاية اسم المدينة الرئيسية. وتنقسم الولايات بدورها إلى دوائر، ثم إلى بلديات وهذه الأخيرة هي أصغر التقسيمات الإدارية في الجزائر.
استقر عدد الولايات في الفترة من 1974-1983 م على 31 ولاية، ولا زالت هذه الولايات الأصلية تحتفظ إلى اليوم بترقيمها الأصلي (من 1-أدرار إلى 31-وهران). سنة 1983 م. تم استحداث17 ولاية جديدة، وهي ككل حاليا، 48 ولاية.
- حكم الولايات الداخلية:

الوالي هو المسؤول عن الجهاز التنفيذي في ولايته، يعين الولاة من طرف رئيس الجمهورية، ويلتزمون بتعليمات وزارة الداخلية. المجالس الشعبية المنتخبة تتحكم في كل ولاية أو بلدية. في نوفمبر 2005، أقرت الحكومة انتخابات للمجالس، استثنائية لمنطقة القبائل.

## نظام الانتخاب
كل جزائري أو جزائرية بلغ من العمر ثماني عشرة سنة كاملة يوم الاقتراع وكان متمتعا بحقوقه المدنية والسياسية، ولم يوجد في إحدى حالات فقدان الأهلية المحدّدة في التّشريع المعمول به، يعتبر ناخبا بشرط أن يكون مسجلا في قائمة الناخبين بالبلدية التي بها موطنه. والسن القانوي للانتخاب 18 سنة.

## الأحزاب في الجزائر
تستعمل الصحافة الجزائرية عادة، تعريبا لأسماء الأحزاب بالفرنسية:
- جبهة التحرير الوطني (FLN الأفلان)
- جبهة الإنقاذ الإسلامية (FIS الفيس)
- الحركة الديمقراطية والاجتماعية (MDS الأمدياس)
- التجمع الوطني الديمقراطي (RND الأرندي).

للجزائر 40 حزبا سياسيا، كما تسعى حاليا وزارة الداخلية لسن قانون جديد، يمنع الأحزاب بالأعداد الضئيلة من المنخرطين، هنالك أحزاب بأقل من 60 شخصا.
يجب أن يأخذ أي حزب جديد موافقة وزارة الداخلية، ولا يجب أن يتأسس أي حزب على أفكار فرقة، كالدين، العرق، الجنس، الجهوية أو العصبية.
أكبر الأحزاب حزب جبهة التحرير الوطني (FLN)، المساند للرئيس بوتفليقة، والذي يعد الأخير بمثابة رئيسه الشرفي؛ بعد صيف حار، تسبب في تصدعه من بين أنصار المترشح علي بن فليس، وأنصار عبد العزيز بوتفليقة.
أكبر الاحزاب المعارضة يساري، جبهة القوى الاشتراكية (FFS)، التجمع من أجل الثقافة والديمقراطية (RCD). بعد أن حلت الحكومة حزب الجبهة الإسلامية للإنقاذ الإسلامي (FIS) عام 1992

## العلاقات الخارجية
- تتمسك الجزائر بعلاقات دبلوماسية مع أكثر من 100 بلد، أهم ما ميزها:
- كان لها بين 2004 وديسمبر 2005 مقعد غير دائم في الأمم المتحدة.
- تدعيمها لسياسات العالم الثالث وحركات الاستقلال
- دعم القضية الفلسطينية ضد الصهاينة
- دعم القضية الصحراوية ضد الاحتلال المغربي
- توطيد الصفوف العربية خلال قمة الخرطوم.
- إطلاق سراح الرهائن الأمريكين المحتجزين في إيران في عام 1980م.
- حل ازمة الحدود بن إيران والعراق اتفاقية بالجزائر سنة 1975م بين صدام حسين و«الملك الشاه».
- ساهمت في أنهاء الحرب العراقية الإيرانية 1988م
- الجزائر أول من نادة بنظام اقتصادي دولي جديد عام 1974م
- مكنت رغم مختلف المعارضات، الفقيد ياسر عرفات، زعيم حركة التحرير الفلسطينية من إلقاء خطاب أمام الجمعية العامة للأمم المتحدة
- علاج الأزمة اللبنانية الداخلية
- أول من بادر لفكرة البرلمان العربي.
- ساندت رسميا سياسة أمريكا ضد الإرهاب.
- علاقة مضطربة مع فرنسا، التي قامت بصياغة قوانين تمجد الاستعمار.
- سياسة خارجية الجزائرية تتسم بالاعتدال والوسطية ودبلوماسية تتجنب الضجيج والشعارات مع التزامها بعدد من الثوابت التي ارتكزت عليها تلك السياسة
- الإيمان بالسلام العالمي القائم على العدل والإنصاف ورفض مبدأ القوة كأداة من أدوات تنفيذ السياسة
- الإيمان بحق الدفاع المشروع عن النفس من أجل الحفاظ على المصالح العليا للدولة
- الاعتماد على أسلوب الحوار والمفاوضات كسبيل عملي لتحقيق ما تسعى إليه من أهداف.
- الالتزام بمبدأ الشرعية الدولية في معاملاتها وعلاقتها الدولية
- انتهاج سياسة حسن الجوار وعدم التدخل في الشؤون الداخلية لدول الجوار.
- رفض أي تدخل في شؤونها الداخلية والخارجية.